# Серафинецька сільська рада
| Серафинецька сільська рада — орган місцевого самоврядування у Городенківському районі Івано-Франківської області з адміністративним центром у с. Серафинці. Сільській раді підпорядковані населені пункти: - с. Серафинці — населення 2 302 ос.; площа 26,131 км²; засн. в 1500 році (до 1760 р. — с. Ямгорів). |

## Склад ради
Рада складається з 16 депутатів та голови.

### Керівний склад ради
| ПІБ                     | Основні відомості                                                           | Дата обрання | Дата звільнення |
| ----------------------- | --------------------------------------------------------------------------- | ------------ | --------------- |
| Кабан Василь Васильович | Сільський голова, 1972 року народження, освіта, член Народного Руху України | 26.03.2006   | 31.10.2010      |
| Ощипко Дмитро Юрійович  | Сільський голова, 1952 року народження, освіта вища, безпартійний           | 31.10.2010   |                 |

Примітка: таблиця складена за даними джерела